# 그륀더차이트

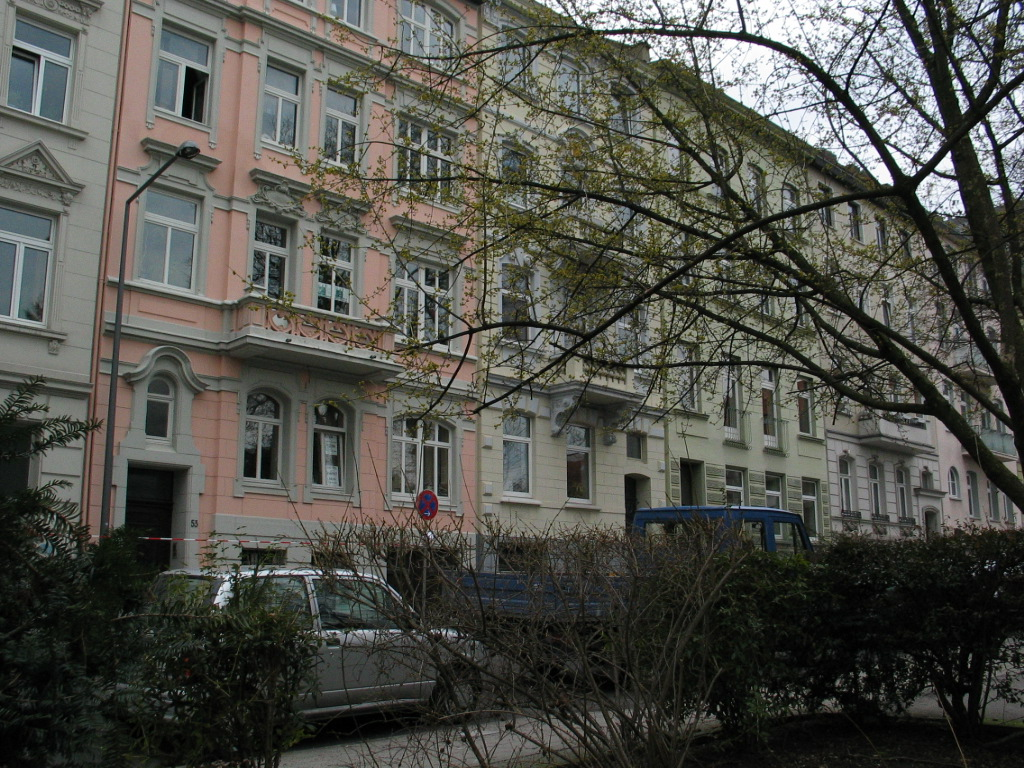
20세기 초반 그륀데차이트 스타일 아파트

그륀더차이트(독일어: Gründerzeit)는 독일과 오스트리아 19세기 경제적 시기, 1873년 주식시장 붕괴에 앞선 경제적 국면을 칭한다. 당시 중앙유럽에서는 1840년에 시작된 산업화가 진행 중이었다. 1848년 독일 혁명을 그륀데차이트의 시작으로 일반적으로 인정한다. 프로이센-프랑스 전쟁에서 승리하고, 독일의 통일로 인하여 많은 자본이 밀려들었고, 경기가 번영하였다. 이로 인해 이 시기를 창설 시대라고도 한다. 건축 등의 분야에 미학적 변화가 일어나기도 하였다.